# Maria Luisa Astaldi
Maria Luisa Astaldi (Tricesimo, 14 agosto 1899 – Roma, 22 dicembre 1982) è stata una scrittrice, critico letterario, giornalista e collezionista d'arte italiana.

## Biografia
Di origine friulana, Maria Luisa Costantini, frequenta il liceo classico a Firenze, si laurea a Roma in Giurisprudenza e consegue a Firenze il diploma per l'insegnamento della lingua e letteratura inglese.
Nel 1923 sposa Sante Astaldi, titolare e fondatore della nota impresa Astaldi di costruzioni edilizie; seguirà il marito in molti viaggi all'estero.
Risiede tutta la vita a Roma; il suo salotto è frequentato dai principali artisti e intellettuali dell'epoca.
Durante l'occupazione nazista si rifugia a Cortina d'Ampezzo, che continuerà a frequentare per il resto della vita, alternandola alla residenza romana. Anche a Cortina, il salotto di Maria Luisa Astaldi è animato e frequentato da intellettuali e artisti.
Dal 1956 è docente di lingua e letteratura inglese all'università di Roma.
Attenta e acuta collezionista d'arte, lascerà nel 1983 la sua collezione di capolavori d'arte italiana del 900 (Collezione Maria Luisa e Sante Astaldi) ai Civici Musei di Udine. Anche altre proprietà saranno donate per disposizione testamentaria ad altre istituzioni culturali; in particolare, la sua casa romana, assieme ad altri beni, sarà donata all'Associazione Italia Nostra.

## Attività letteraria

### Opere di critica letteraria

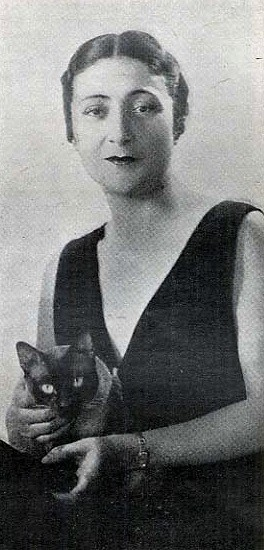
Maria Luisa Astaldi

Il primo testo di critica letteraria di Maria Luisa Astaldi è Scrittrici d'America, pubblicato nel 1930, una rassegna di scrittrici americane di poesia, narrativa e teatro.
L'interesse per la letteratura inglese e americana resterà una passione per tutta la sua vita, come dimostrano le molteplici opere di saggistica, da Clienti e parassiti anglosassoni del 1940, che vuole "documentare gli indebitamenti della cultura anglosassone alla nostra cultura", a Letture inglesi del 1953, raccolta di saggi su scrittori inglesi tra il Settecento e il Novecento e scrittori statunitensi contemporanei.
I suoi saggi spaziano da William Blake a William Shakespeare, George Bernard Shaw, Virginia Woolf, Forster, James Joyce, Lawrence, Byron, Katherine Mansfield, Ezra Pound ecc.
La caratteristica delle sue opere saggistiche è una forte caratterizzazione soggettiva: una selezione di testi e autori basata sul gusto personale, che utilizza sia documenti storici e biografie documentate che riflessioni critiche soggettive e rievocazioni narrative. Un tipo di critica letteraria anomalo rispetto al tradizionale trattato storico-critico tradizionale, che rende la Astaldi anche oggetto di critiche per giudizi soggettivi, ritenuti arbitrari e il taglio non strettamente documentaristico.
Questo tipo di approccio caratterizza anche le biografie: Tommaseo come era pubblicato nel 1966, è una biografia che intende rappresentare i tratti critici, ma anche umani del personaggio, "liberamente ricavata da documenti, arricchita di episodi che prendono l'avvio da qualche allusione del Diario, dell'epistolario o delle cronache dell'epoca"; anche Tre inglesi pazzi, pubblicata nel 1974, è una biografia di Jonathan Swift, Ben Johnson e Beckford, ottenuta da libera rielaborazione di documenti e lettere; tra le opere della Astaldi più ferocemente criticate: Manzoni ieri e oggi, del 1971, che mirava a ridimensionare la figura di Alessandro Manzoni.
Oltre alla saggistica, Maria Luisa Astaldi è stata anche traduttrice di opere di vari autori, tra cui le sorelle Brontë, Pearl S. Buck e B. Cummings.

### Romanzi
Maria Luisa Astaldi pubblica anche romanzi, sin dai primi tempi della sua attività letteraria: Canta che ti passa (1931), La fatica di volersi bene (1933), Una ragazza cresce (1935, opera al centro di una vivace polemica perché accusata di antifascismo), Voci sull'altipiano (raccolta di novelle del 1943), La torre del diavolo (1948).

### Attività giornalistica
Risalgono ai primi anni '30 anche gli esordi giornalistici di Maria Luisa Astaldi, con la pubblicazione di articoli di informazione critica su testi inglesi e americani su Il Giornale d'Italia.
Seguirà una lunga carriera di collaborazioni a periodici e quotidiani, tra cui L'Illustrazione italiana, L'Ora di Venezia, La Stampa, ecc.

### Rivista Ulisse
Nel 1947 Maria Luisa Astaldi fonda e dirige la rivista Ulisse, la prima rivista italiana con intenti di divulgazione scientifica. Ha periodicità trimestrale; ogni numero è monografico e dedicato a un tema d'attualità, spesso scottante (divorzio, rapporto stato-chiesa, violenza e terrorismo, ecc.).
Ulisse è il più rilevante contributo della Astaldi al giornalismo italiano: una "rivista di cultura internazionale, informativa e formativa, attenta ai moti dell'individuo e della società quali si esprimono nel tempo e nelle più varie manifestazioni dell'intelligenza".
L'obiettivo di aprire a un franco confronto su tempi scottanti proponendo le diverse opinioni, in un periodo storico fortemente ideologico e diviso, è testimonianza della notevole apertura culturale di Maria Luisa Astaldi.
Tra i collaboratori di Ulisse: Paolo Alatri, Riccardo Bacchelli, W. Binni, Pier Paolo Pasolini, Mario Praz, Giuseppe Prezzolini, Edoardo Sanguineti, Natalino Sapegno, Ugo Spirito, Elémire Zolla.

### Premio Europeo Cortina Ulisse
Nel 1949, anche grazie ad alcuni contributi del Ministero degli Esteri e di Enti della provincia di Belluno, ma principalmente a sue spese, Maria Luisa Astaldi fonda il Premio Europeo Cortina Ulisse, il più antico premio italiano dedicato alle opere di divulgazione scientifica nel campo delle scienze fisiche e morali.
Il premio ha caratteristiche di originalità, nascendo in un contesto storico caratterizzato da cronache culturali che vedono in primo piano i numerosi e famosi premi letterari dedicati alla narrativa.
Nel tempo, il Premio ha coronato l'opera di insigni personalità europee, da Lionello Venturi a Graham Hutton, da George Elgozy a Ladislao Mittner, da Giulio Carlo Argan a Martinet, a George Steiner.

### Altre attività
Maria Luisa Astaldi viene chiamata a partecipare a iniziative di livello internazionale, dalle conferenze su invito dell'UNESCO a Firenze, Parigi e New Delhi degli anni cinquanta, agli interventi su invito di Università e Istituti di Cultura (alla Sorbona, a Monaco, a Colonia, Budapest, a Bucarest, ecc.).
La Astaldi diviene componente del Comitato esecutivo della Societé européenne de Culture e fa parte della giuria del Premio Viareggio;

## Collezione Astaldi
Intelligente e raffinata collezionista d'arte, Maria Luisa Astaldi, assieme al marito Sante, costruisce nel tempo una notevole collezione di capolavori dell'arte italiana dal dopoguerra agli anni sessanta. La collezione include opere di Gino Severini, Giuseppe Santomaso, Giorgio Morandi, Campigli, Mario Sironi, Arturo Martini; opere della Scuola Romana di Scipione, Mario Mafai e Pirandello; la Metafisica è ampiamente rappresentata con svariate opere di Giorgio de Chirico e Alberto Savinio.
Le opere della Collezione Maria Luisa e Sante Astaldi, pervenuta per lascito testamentario al Comune di Udine nel 1983; sono esposte al pubblico e costituiscono una delle principali collezioni di Casa Cavazzini – Museo di Arte Moderna e Contemporanea di Udine.

## Opere

### Saggi di critica
- Nascita e vicende del romanzo italiano, Milano, Treves, 1939.
- Clienti e parassiti anglosassoni, Milano, Garzanti, 1940.
- Letture inglesi, Venezia, Neri Pozza, 1953.
- La signora Gaskell, Roma, Bocca, 1954.
- Influenze tedesche sulla letteratura inglese del primo '800, Milano, Bocca, 1955.
- Nuove letture inglesi, Firenze, Sansoni, 1958.
- Il poeta e la regina e altre letture inglesi, Firenze, Sansoni, 1963.
- Tommaseo come era, Firenze, Sansoni, 1966.
- Manzoni ieri e oggi, Milano, Rizzoli, 1972.
- Tre inglesi pazzi, Milano, Rizzoli, 1974.
- Amati libri, Vicenza, Neri Pozza, 1976.
- Baretti, Milano, Rizzoli, 1977.
- Metastasio, Milano, Rizzoli, 1979.

### Narrativa
- Canta che ti passa, Foligno, Campitelli, 1931.
- La fatica di volersi bene, Milano, Geschina, 1933.
- Una ragazza cresce, Milano, Ceschina, 1935.
- Voci sull'altipiano, Milano, Mondadori, 1943.
- La torre del diavolo, Roma, De Fonseca, 1948.

### Letteratura di viaggio
- Incontro con la Cina, Roma, Edizioni Mediterranee, 1960.